# Ekaterina Konstantinova
Ekaterina Igorevna Konstantinova (in russo Екатерина Игоревна Константинова?; San Pietroburgo, 13 ottobre 1995) è una pattinatrice di short track russa.

## Biografia
Si è qualificata ai Giochi olimpici invernali di Pyeongchang 2018 dove, per effetto della squalifica inflitta alla Federazione Russa per doping di Stato, ha gareggiato per gli Atleti Olimpici dalla Russia.

## Palmarès
- Campionati mondiali di short track

Sofia 2019: argento nella staffetta 3000 m.
- Campionati europei di short track

Dordrecht 2015: oro nella staffetta 3000 m.
Soči 2016: argento nei 3000 m e nella staffetta 3000 m.
Torino 2017: argento nei 3000 m, bronzo in classifica generale e nei 1000 m.
Dordrecht 2019: argento nella staffetta 3000 m.
Debrecen 2020: bronzo nella staffetta 3000 m.